# Sarir
Sarir fou un antic príncipat del Caucas que existia sota el rei sassànida Còsroes I (Khusraw Anushirwan) a la meitat del segle vi. El formava la vall del Koy Su a la part sud del modern Daguestan.
Es creu que era com un virrei de la zona amb el títol de Sahib al-Sarir (senyor del Tron) o Khakan al-Djabal (Gran Senyor de les Muntanyes). Del primer títol va sortir el nom del país, però portava un altre títol, Wahrazan Shah, que podria voler dir príncep dels àvars (els àvars viuen en aquesta zona). Es creu que en temps del califat havia absorbit al principat de Filan, situat al sud, i els sobirans se'ls anomenava sovint amb el títol de filanshshs.